# Bruno Costa
Bruno Xavier Almeida Costa (Oliveira de Azeméis, 19 de abril de 1997) é um futebolista português que atua como médio e atualmente representa o Vizela, da 1ª divisão portuguesa.  
Bruno Costa cumpriu os anos iniciais da sua formação no Feirense, entre 2005 e 2009. Chegou ao FC Porto em 2009 com apenas 12 anos e percorreu todos os escalões de formação no clube azul e branco.
Lançado por Sérgio Conceição, estreou-se na equipa principal do FC Porto em Anfield Road frente ao Liverpool no dia 6 de março de 2018, num jogo a contar para a Liga dos Campeões.
Bruno Costa conquistou ainda a Premier League International Cup na época de 2017/2018 pelo FC Porto, tendo sido titular em 5 dos 6 jogos da competição, incluindo a final ganha frente ao Arsenal.
No dia 11 de janeiro de 2020, Bruno Costa assinou em definitivo pelo Portimonense até ao final da época 2020/2021.
No período de transferências no verão de 2021, Bruno Costa voltou ao FC Porto, clube onde está desde então. Na 1ª época de volta ao Dragão foi campeão nacional e ainda ganhou a Taça de Portugal, tendo ainda sido a época em que mais jogos realizou pela equipa principal dos dragões.
Na época de 2022-23, após uma série exibições infrutíferas, Bruno Costa foi relegado para a equipa B do FC Porto, embora tenha sido apontado ao Al-Khaleej da Arábia Saudita.

No início de setembro de 2023, Bruno Costa saiu em definitivo dos dragões para o Valenciennes FC, até rescindir contrato em Janeiro.
No dia 31 de Janeiro, o médio português foi anunciado como reforço de inverno do FC Vizela.

## Seleção Portuguesa
Bruno Costa teve uma presença regular nos vários escalões de formação da Seleção Nacional. O jogador jogou um total de 1298 minutos pela Seleção Nacional, entre os sub-15 e os sub-21.

## Títulos
Porto
- Campeonato Português: 2019–20, 2021–22
- Taça de Portugal: 2019–20, 2021–22
- Taça da Liga: 2022-23